# Hrabstwo Kershaw
Hrabstwo Kershaw – hrabstwo w stanie Karolina Południowa w USA.

## Geografia
Według United States Census Bureau całkowita powierzchnia hrabstwa wynosi 1917 km² z czego 1881 km² stanowią lądy, a 36 km² stanowią wody. Według szacunków w roku 2010 hrabstwo zamieszkiwało 61 697 mieszkańców. Jego siedzibą administracyjną jest Camden.

### Miasta
- Bethune
- Camden
- Elgin

### CDP
- Boykin
- Lugoff

### Sąsiednie hrabstwa
- Hrabstwo Lancaster (północ)
- Hrabstwo Chesterfield (północny wschód)
- Hrabstwo Darlington (wschód)
- Hrabstwo Lee (południowy wschód)
- Hrabstwo Sumter (południowy wschód)
- Hrabstwo Richland (południowy zachód)
- Hrabstwo Fairfield (zachód)